# Suit (álbum)
Suit é o terceiro álbum de estúdio de Nelly, lançado a 14 de Setembro de 2004.